# Páva Zoltán
Páva Zoltán (Gyékényes, 1949. április 3. – ) magyar politikus (MSZP), Komló alpolgármestere. 1998 és 2010 között Komló egykori polgármestere, 1994 és 2010 között országgyűlési képviselő.

## Életpályája
Dombóváron érettségizett a Gőgös Ignác Gimnáziumban. Apjához hasonlóan vasutasként kezdett dolgozni Gyékényesen. Előbb forgalmista, majd állomásvezető volt. 1971-től a Dél-dunántúli Kőbánya Vállalat üzemszervezőjeként dolgozott öt éven át. 1976. februártól szeptemberig a
Komlói Bányász Sportkör titkára volt. 1976. szeptembertől 1985-ig a komlói KISZ-bizottság városi titkáraként dolgozott. Eközben 1982 és 1985 között elvégezte a Politikai Főiskola külgazdaság szakát.
1976-ban lépett be a Magyar Szocialista Munkáspártba. Megalakulása óta a Magyar Szocialista Párt tagja.
1994-ben Baranya megye 4., Komló központú választókerületében szerzett országgyűlési képviselői mandátumot. Az Országgyűlésben a külügyi állandó dolgozott. Tagja volt az IPU magyar-olasz, magyar-horvát, magyar-izraeli és magyar-német baráti tagozatainak.
1998 és 2010 között három választást megnyerve Komló város polgármestere volt.
2010. március elején Kispál László és Polics József fideszes helyi önkormányzati képviselők közölték az MTI-vel, hogy hűtlen kezelés címén eljárás indult Páva Zoltán polgármester ellen, nagy vagyoni hátrányt okozó hűtlen kezelés gyanúja miatt.  Páva tagadta, hogy ilyen eljárás indult volna. Az ügyben 2010. március óta az interneten hozzáférhető hír nincs.
Utódja, Polics József komlói polgármester rágalmazás és becsületsértés címén is feljelentést tett Páva Zoltán ellen, azt állítva, hogy a 2010. évi országgyűlési választások alkalmával Páva Zoltán szórólapokon – többek között – lopással és csalással vádolta meg őt. A polgári perben a megyei bíróság részben helyt adott a felperes, Polics József keresetének, részben pedig elutasította azt - a vagyoni kártérítést ugyanis nem ítélte meg. A büntetőperben Páva Zoltánt nagy nyilvánosság előtt elkövetett rágalmazás elkövetésével vádolták. A pécsi bíróság Páva Zoltánt vétségért elmarasztalta és próbára bocsátotta. (Mivel Páva Zoltán nem fellebbezett az ítélet ellen, az jogerőssé vált.)

## Családja
Édesapja,  Páva Balázs (1920–1987) vasutas, majd tanácsi tisztségviselő volt Sásdon illetve Komlón. Édesanyja, Luketits Rozália (1925–?)  asszisztensnő volt a Komlói Városi Kórház rendelőintézetében.
Felesége Bors Erzsébet élelmiszer-kereskedő volt 1971 és 1990 között. Gyermekeik Tamás és Zoltán, utóbbi az EzaLényeg internetes újság felelős kiadója.